# 교육성
교육성(敎育省, 라틴어: Congregatio de Institutione Catholica)은 신학교(인류복음화성과 동방교회성에서 감독하는 곳은 제외)와 수도회와 재속회로 구성된 기독교 단체들, 교회 또는 평신도 속인에 의존하는 대학교, 학부, 협회 그리고 고등학교의 학습 그리고 교회 당국에 종속된 학교와 교육기관 등에 대한 책임을 담당하는 교황청의 심의회이다.
교황 식스토 5세는 로마 스피엔차 대학교와 그 밖에 당시 다른 명문대학교들(볼로냐, 파리, 살라망카)을 감독하려고 1588년 1월 22일에 사도적 서한 《Immensa Aeterni Dei》를 반포하여 현 교육성의 전신인 ‘대학성(C. pro Universitate Studi Romani)’을 설립하였다. 1824년 교황 레오 12세가 교황령의 교육기관들을 위하여 설립한 ‘학교성(Congregatio studiorum)’은 1870년부터 모든 가톨릭 대학교들을 총괄하기 시작했다. 교황 성 비오 10세는 1908년에 학교성의 이러한 의무를 승인하였으며, 1915년에 교황 베네딕토 15세가 학교부에 신학교들에 대한 관할권까지 부여하고부터는 ‘신학교 및 대학교성(Congregatio de Seminariis et Studiorum Universitatibus)’으로 개칭되었다. 1967년, 교황 바오로 6세는 신학교 및 대학교성의 이름을 ‘가톨릭교육성성(Sacra Congregatio pro institutione Catholica)’으로 바꾸었다. 지금의 이름인 ‘교육성(신학교 및 교육기관부)’은 1988년에 교황 요한 바오로 2세가 공표한 사도적 서한 《착한 목자(Pastor Bonus)》에서 유래한다.
현재 교육성 장관은 제논 그로콜레브스키 추기경이며, 차관은 장 루이 브뤼게 대주교이다.

## 1915년 이래 장관
- 가에타노 비스레티 (1915-1937)
- 주세페 피차르도 (1939-1968)
- 가브리엘 마리 가론느 (1968-1980)
- 윌리엄 웨이크필드 바움 (1980-1990)
- 피오 라히 (장관 서리 1990-1991, 장관 1991-1999)
- 제논 그로콜레브스키 (1999- )

### 1913년 이래 차관
- 자코모 시니발디 (1913년 5월 15일 – 1928년)
- 에르네스토 루피니 (1928년 10월 28일 – 1945년 10월 11일)
- 주세페 로시노 (1945년 – 1949년 12월 31일)
- 카를로 콘팔로니에리 (1950년 1월 25일 – 1958년 12월 15일)
- 디노 스타파 (1958년 12월 18일 – 1967년 4월 7일)
- 요제프 슈뢰퍼 (1967년 5월 17일 – 1976년 5월 20일)
- 안토니오 마리아 하비에르 오르타스 (1976년 5월 20일 – 1988년 5월 26일)
- 호세 사라이바 마르틴스 (1988년 5월 26일 – 1998년 5월 30일)
- 주세페 피타우 (1998년 7월 11일 – 2003년 11월 25일)
- 존 마이클 밀러 (2003년 11월 25일 – 2007년 6월 1일)
- 장 루이 브뤼게 (2007년 11월 10일 - 2012년 6월 26일)
- 안젤로 빈첸초 자니 (2012년 11월 9일 - )